# Miasto Virovitica
Miasto Virovitica (chorw. Grad Virovitica) – jednostka administracyjna w Chorwacji, w żupanii virowiticko-podrawskiej. W 2011 roku liczyła 21 291 mieszkańców.